# Emilio Pomarico
Emilio Pomarico (Buenos Aires, 17 giugno 1953) è un direttore d'orchestra e compositore argentino naturalizzato italiano, principalmente attivo nell'ambito della musica contemporanea.

## Biografia
Nato a Buenos Aires, ha studiato composizione al Conservatorio di Milano con Renato Dionisi (sue composizioni sono state premiate al concorso Viotti di Vercelli) e direzione d'orchestra in Italia con Franco Ferrara e in Germania con Sergiu Celibidache.
Ha diretto le principali orchestre lirico-sinfoniche italiane, tra cui le orchestre della RAI di Torino, Milano e Roma, l'Accademia di Santa Cecilia, le orchestre del Teatro La Fenice di Venezia, della Scala di Milano, del Teatro dell'Opera di Roma e del Teatro Verdi di Trieste, l’Orchestra Sinfonica Siciliana, l’Orchestra della Toscana e l’Orchestra da Camera di Padova e del Veneto. Ha diretto inoltre varie orchestre in Europa (SWR Symphonieorchester di Baden-Baden, WDR Sinfonieorchester Köln, Bamberger Symphoniker, Hr-Sinfonieorchester di Francoforte, Orchestre Philharmonique de Radio France, BBC Scottish Symphony Orchestra, Orchestra Gulbenkian, Orchestre de la Suisse Romande), comparendo in contesti importanti quali Festival di Edimburgo, Salzburger Festspiele, Berliner Philharmonie, Teatro Colón di Buenos Aires, Elbphilharmonie di Amburgo, Opera Comique di Parigi, Opera di Zurigo, Opéra de Dijon, Opéra national de Lorraine di Nancy, il Festival d'Aix-en-Provence, Festival Musica a Strasburgo, Festival d'Automne e Festival Présence di Parigi, Ruhrtriennale, Wiener Festwochen, Steirischer Herbst di Graz e la Biennale di Venezia.
L'attività di compositore lo ha portato ad essere particolarmente attivo nella diffusione della musica contemporanea: ha diretto e inciso (spesso in prima mondiale) opere di Luciano Berio, Niccolò Castiglioni, Pierre Boulez, Elliott Carter, Franco Donatoni, György Ligeti, Giacomo Manzoni, Bruno Maderna, Luigi Nono, Iannis Xenakis, Emmaunel Nunes, Salvatore Sciarrino, Wolfgang Rihm, György Kurtág, Hugues Dufourt, Brian Ferneyhough, Gérard Grisey, Johannes Maria Staud, Georg Friedrich Haas, Helmut Lachenmann, Philippe Boesmans e altri, collaborando con Ensemble Modern (Francoforte), Contrechamps (Ginevra), Nieuw Ensemble (Amsterdam), l’Ensemble Recherche (Freiburg), Klangforum Wien, Ensemble InterContemporain, Quartetto Arditti e i Corsi estivi di Darmstadt (Ferienkurse).
Ha diretto prime assolute di autori come Emmanuel Nunes (Quodlibet nel 1991, Nihil mutantur omnia interit nel 1994, Musivus nel 1996), Hugues Dufourt (La Maison du Sourd alla Biennale di Venezia nel 1999 e Concerto per oboe e orchestra con l'Orchestra Sinfonica Nazionale della RAI a Torino nel 2006), Luigi Nono (Caminantes nel 1999), Georg Friedrich Haas (Melancholia all'Opéra Garnier di Parigi nel 2008, il Concerto per sassofono baritono e orchestra nello stesso anno a Colonia e Ich suchte, aber ich fand ihn nicht a Monaco di Baviera nel 2012) e Brian Ferneyhough (prima esecuzione integrale del ciclo Carceri d'invenzione nel 1996).
Le composizioni di Pomarico sono state eseguite in vari festival di musica contemporanea, tra i quali Contrechamps a Ginevra, Musica del Nostro Tempo a Milano, Musik der Zeit a Colonia, Wittener Tage für Neue Kammermusik a Witten, Wien Modern a Vienna.